# Westturm (Wangerooge)

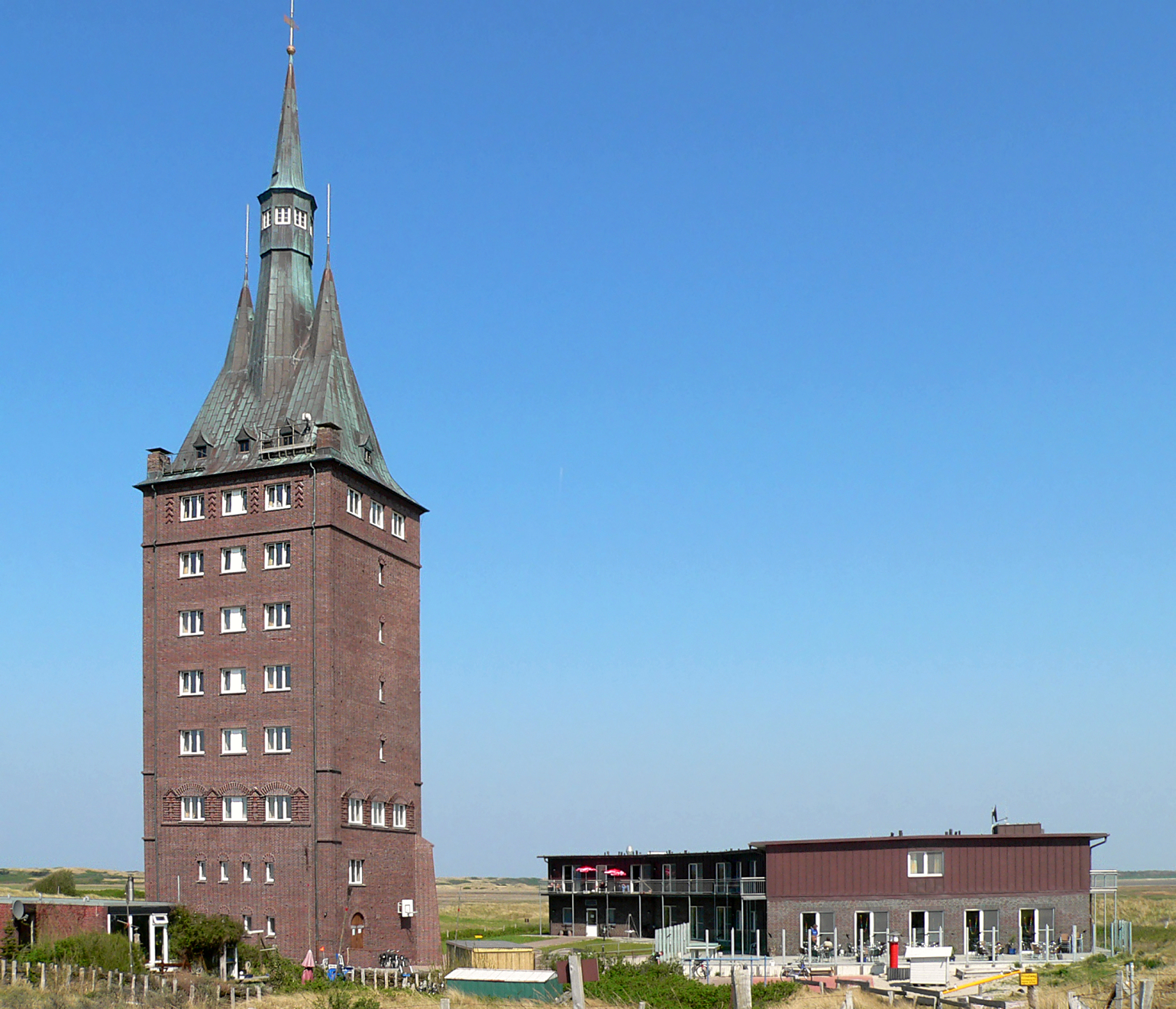
Westturm mit neuer Jugendherberge (rechts)

Der Westturm ist ein 56 Meter hoher Turm aus Klinker auf der niedersächsischen Nordseeinsel Wangerooge. Er wurde 1932 errichtet und wird heute vom Deutschen Jugendherbergswerk als Jugendherberge genutzt. Die Benennung des Turms, der im Laufe der Inselgeschichte zwei Vorgängerbauten hatte, beruht auf seiner Lage am Westende der Insel. Der Westturm steht heute unter Denkmalschutz.

## Geschichte

### Erster Westturm
Der erste, vermutlich im 14. Jahrhundert errichtete Westturm war der Kirchturm der Nikolai-Kirche im Inseldorf. Die Inselkirche war dem Heiligen Nikolaus als Schutzpatron der Seefahrer gewidmet. Sie befand sich etwa fünfhundert Meter westlich vom heutigen Westrand der Insel und diente Schiffen als Landmarke zur Orientierung. Als infolge der Ostdrift von Wangerooge das Meer näher rückte, mussten Dorf mit Kirche und Friedhof aufgegeben werden. Um 1590 stürzte der Nikolaiturm infolge der Wassereinwirkung ein. Seine 15 Meter hohe Ruine diente noch lange als Seezeichen.

### Zweiter Westturm

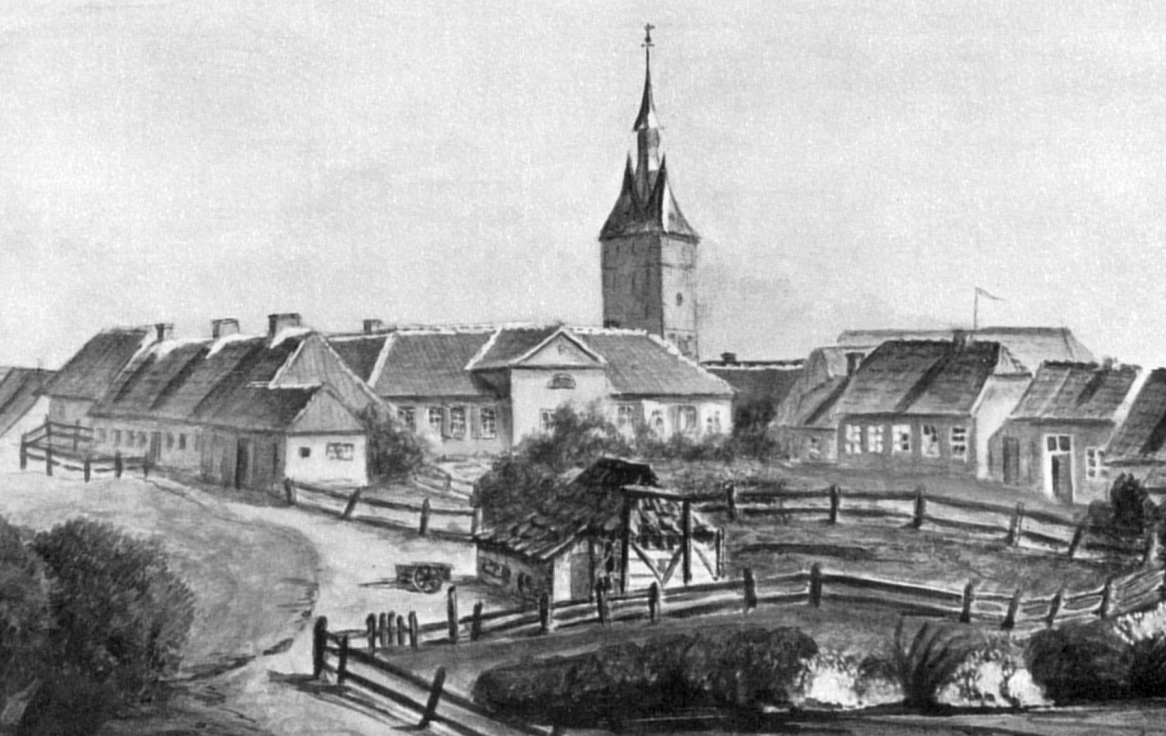
Das alte Inseldorf am Westturm zwei Jahre vor seiner Zerstörung, 1853

Alter Westturm von 1602, Aufnahme um 1900

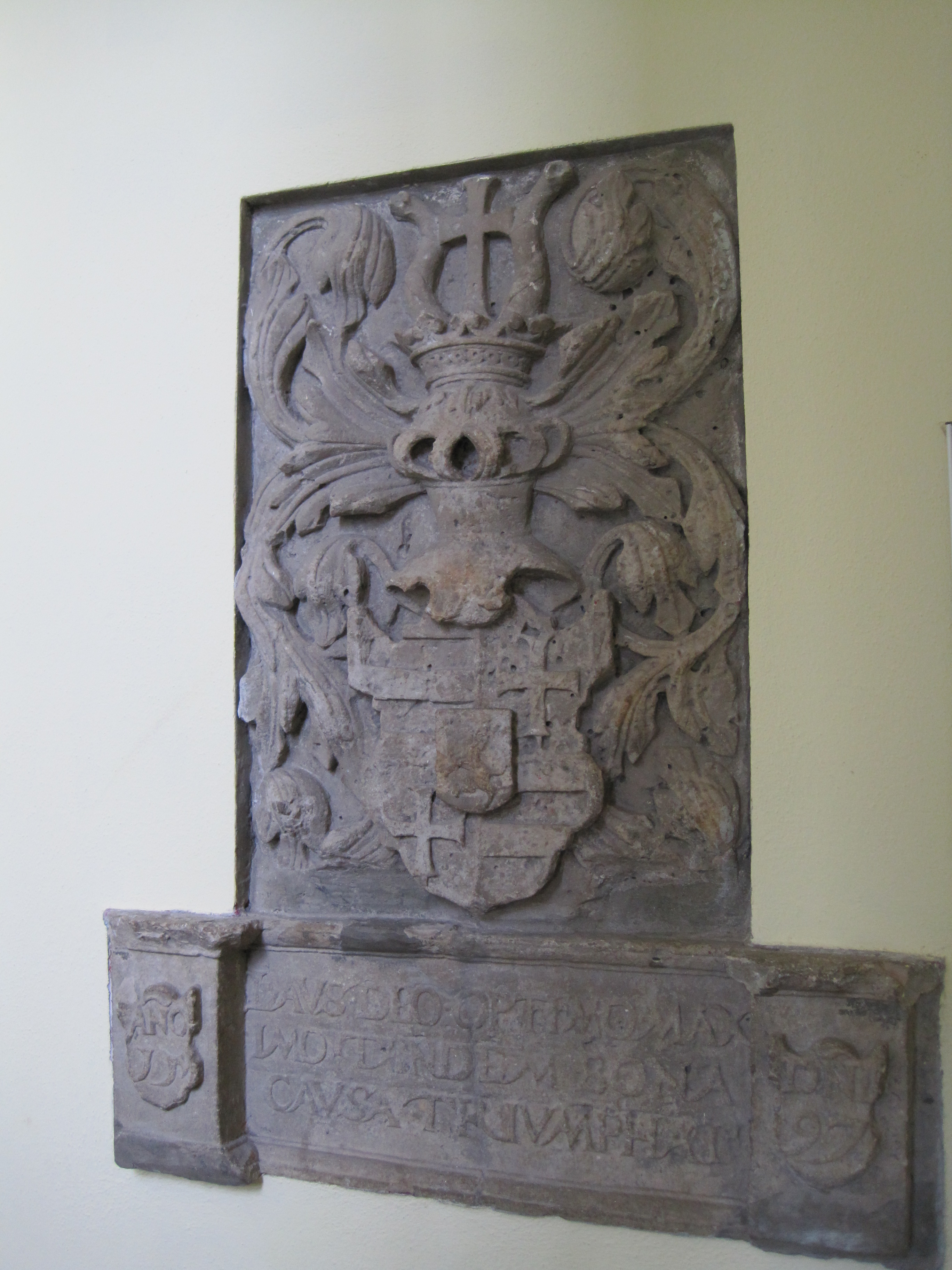
Wappenstein des Alten Westturms im heutigen Turm

Der zweite Westturm wurde zwischen 1597 und 1602 errichtet. Mit dem Bau des Turms wurde auch dem Wunsch von Bremer Kaufleuten nach einer Landmarke für ihre in die Weser einfahrenden Schiffe entsprochen. Dadurch wurden sie zollpflichtig, und die Zollgebühren waren lange die bedeutendsten Staatseinnahmen des Großherzogtums Oldenburg. Im Spitzdach des Turms befand sich ein Laternenraum mit 48 Fenstern, in dem das Leuchtfeuer zunächst mit Hilfe von Pflanzenöl betrieben wurde. Später brannte es auf einer nahe gelegenen Blüse als Steinkohlefeuer. Tagsüber gab weiterhin das dreispitzige Dach des Westturms den Schiffen Orientierung. Das 50 Meter hohe Mehrzweckgebäude hatte fünf Stockwerke und diente als Kirche, Zufluchtsort bei Sturmfluten, Gefängnis, Eiskeller und Lagerraum für Strandgut. Im ersten Obergeschoss befand sich der Kirchenraum, der 130 Personen Platz bot.
Infolge der Ostdrift der Insel rückte im Laufe der Zeit das Meer von Westen an den Turm heran. Mit der Neujahrsflut 1855 riss eine schwere Sturmflut die Insel in drei Teile. Die Flut richtete im alten Inseldorf um den damaligen Westturm starke Zerstörungen an, bei denen nur der 1602 fertiggestellte Turm stehen blieb.
Als sich bei einer Sturmflut 1860 Risse im Mauerwerk des Westturms zeigten, wurde die gesamte Einrichtung der Turmkirche in die alte Vogtei verbracht. Dort ging sie zwei Jahre später bei einer weiteren Sturmflut verloren. Um 1900 stand der schon beschädigte Turm weit im Wasser und wurde Ende 1914 vorgeblich aus militärischen Gründen gesprengt. Wangerooge war ab 1912 zur Festung ausgebaut worden, um die Einfahrt in die Außenjade zum Reichskriegshafen Wilhelmshaven zu schützen. Zu Beginn des Ersten Weltkriegs, als man mit einem Seeangriff der britischen Flotte rechnete, sollte der Turm als markantes Seezeichen nicht dem Feind die Orientierung erleichtern. Nach einer inoffiziellen Version war der Grund von der Marine vorgeschoben, um sich des Bauwerks zu entledigen, für dessen kostspielige Erhaltung sie zuvor zuständig war. Das runde Fundament wurde später in ein Buhnenbauwerk aufgenommen. Es ist noch heute bei Niedrigwasser in der Nähe des Neuen Leuchtturmes im Westen der Insel zu erkennen und zu begehen.

### Dritter und heutiger Westturm

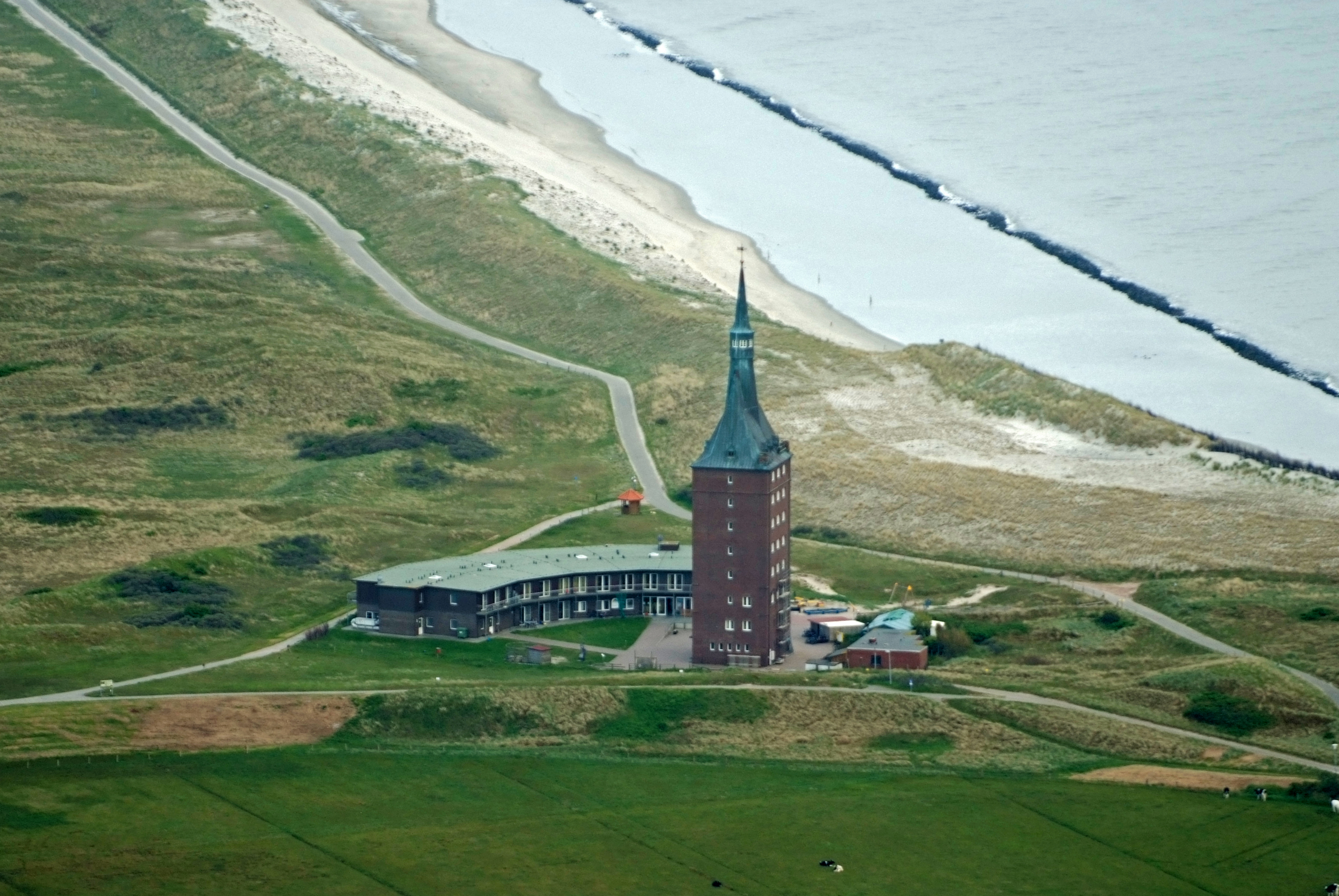
Luftbild des Westturms aus nördlicher Richtung

Wenige Jahre nach der Sprengung von 1914 kam die Idee auf, einen Turm für die Jugend zu errichten. 1932 wurde der heutige Westturm als dritter Westturm in der Geschichte Wangerooges mehrere hundert Meter südöstlich vom 1914 gesprengten Vorgängerturm errichtet. Er entstand als Nachbildung des Vorgängerbaus durch den freiwilligen Arbeitseinsatz des Oldenburger Turnerbunds. Der neue Turm ist ein wuchtiger Ziegelbau in Sichtmauerwerk mit einem quadratischen Grundriss von 12 × 12 Metern. Der Bau verfügt über acht Geschosse und ein steiles Zeltdach, das in drei Spitzen ausläuft. Die mittlere Spitze ist als erhöhter Aussichtsturm in Kupfer gestaltet. Mit dem stabilen Geestuntergrund der Insel verbindet den Turm ein 15 Meter tiefes Fundament aus Spund- und Betonwänden. Ab der Fertigstellung des Turms zu Pfingsten 1933 wurde der Turm als Herberge für die Hitlerjugend genutzt, die bei der Gleichschaltung 1933 den Jugendherbergsverband übernommen hatte. Im neuen Turm von 1932 erinnert im zweiten Stockwerk ein an der Wand angebrachter Wappenstein des Hauses Oldenburg an den Vorgängerbau von 1602. Nach dem Zweiten Weltkrieg wurde der Turm Jugendherberge des DJH. 2005 entstand neben dem Turm ein großzügiger Jugendherbergsneubau.